# John le Scot
Pour les articles homonymes, voir Scot.
John le Scot, John de Scotia (c'est-à-dire: Jean d'Écosse) (1206 – début juin 1237), lord de Garioch (en Écosse), comte de Huntingdon à partir de 1227 puis 7e comte de Chester (en Angleterre), à partir de 1232, est un prince écossais, héritier présomptif du trône d'Écosse de 1219 à sa mort.

## Biographie
John dit « le Scot » est le seul fils légitime survivant de David de Huntingdon († 1219), le frère des rois d'Écosse Malcolm IV d'Écosse et Guillaume Ier d'Écosse, et de Mathilde (ou Maud) († 1233), fille de Hugues de Kevelioc, comte de Chester.
À la mort de son père en 1219, John, qui n'est qu'un enfant, est placé sous la tutelle de son oncle, Ranulph de Blondeville, le 6e comte de Chester. En 1222, il épouse Hélène, fille de Llywelyn le Grand, roi de Gwynedd (Pays de Galles).
Il ne reçoit son héritage, l'honneur de Huntingdon, qu'à sa majorité, le 25 avril 1227.
Son oncle maternel, Ranulph de Blondeville, meurt sans héritier le 26 octobre 1232, et ses terres sont partagées entre ses héritiers. Toutefois, il semble que Ranulph avait un accord avec le roi Henri III d'Angleterre pour que John soit son héritier principal. John est donc créé comte de Chester le 21 novembre 1232. Il semble qu'ensuite, les autres cohéritiers de Ranulph aient changé d'avis sur la division, car en 1235, ils commencent à contester le partage. La mort de John met fin à cette dispute en 1237.
Le roi Alexandre II d'Écosse († 1249) n'ayant pas d'héritier mâle avant 1241, John le Scot est également héritier présomptif du trône d'Écosse, entre la mort de son père en 1219 et sa propre disparition.
John le Scot meurt sans descendance à l'âge de 31 ans, peu avant le 6 juin 1237, à Darnhall (Cheshire),. Ses trois sœurs sont ses cohéritières. Elles se partagent ses domaines et transmettent leurs droits potentiels à la couronne d'Écosse à leurs descendants. Il est inhumé dans le chapitre cathédral de l'abbaye de Chester.

## Mariage
En 1222, John le Scot épouse Helène (Elen), fille de Llywelyn le Grand. Cette union reste stérile.

### Sources
- (en) Michael Brown, The Wars of Scotland 1214-1371, Edinburgh University Press, Edinburgh 2004, p. 24-27, 131, 136, 142  (ISBN 0748612386).
- (en) Keith Stringer, « David, earl of Huntingdon and lord of Garioch (1152–1219) », Oxford Dictionary of National Biography, Oxford University Press, édition en ligne, janvier 2008.